# Козацька українська партія
Козацька Українська Партія — політична партія України. Зареєстрована Міністерством юстиції України 10 червня 2008 р. Одна з декількох партій «козацького» спрямування в Україні початку XXI століття. У ЗМІ назву партії часто вважають «екставагантною» або «дивною».

## Лідери партії
Незмінним з 2008 року Головою партії є Михайло Ямненко — голова ГО «Міжнародна академія козацтва», віце-президент неприбуткової організації «Кремлівська стратегія», її представник в Україні, помічник депутата Верховної Ради 5-го скликання Петра Мельника.
До політради партії також входять у ранзі заступників Голови: Мельник П.І., Брискін І.С., Лукашевич Н.І., Ситнюк М.М., Ніколаєнко С.М., Жуков С.В., Кицько П.М., Старокінь В.Н.
З грудня 2011 року голова Регіональної партійної організації політичної партії «Козацька Українська партія» в м. Києві — Бабак Марина Петрівна — кандидат філологічних наук, асистент кафедри реклама та зв'язки з громадськістю Інституту Журналістики КНУ ім. Тараса Шевченка

## Символіка партії
На логотипі партії зображений козак з прапором червоного кольору. На древку прапора знаходиться тризуб. На тлі прапора назва партії жовтими літерами з виділеними шрифтом З та А, внизу гасло «Воля народу — сила держави».

## Регіональні організації
Регіональна партійна організація політичної партії «Козацька Українська партія» в м. Києві станом на 2016 рік знаходиться в процесі перереєстрації. Існують такі парторганізації: Дарницька та Голосіївська (реєструються), Печерська та Святошинська (без керівництва), Оболонська, Подільська, Деснянська, Солом'янська, Шевченківська.

## Програмні документи
У програмних документах партії 2010—2011 року була представлена ліберальна ідеологія, а права людини стояли вище за геополітичні інтереси України.

## Участь у виборах
Під час виборів до Верховної Ради 2012 року, партія висунула кандидата Юрія Лобача у 221-му окрузі (м. Київ), який зайняв останнє місце з 19 кандидатів, набравши 0,22 % голосів виборців.
На виборах мера Василькова у 2013 році партія виставила кандидата Олександра Сокола, який набрав близько 1,8 % голосів, зайнявши четверте місце.
Партія брала участь у місцевих виборах 15 жовтня 2015 року, зокрема у виборах до Чернівецької міськради, Ставищенської селищної ради тощо. За підсумками виборів 2 її висуванці стали депутатами місцевих рад, зокрема Володимир Явтушенко у Шишацькій районній раді.